# Pankstraße (métro de Berlin)
Pankstraße est une station du métro de Berlin à Berlin-Gesundbrunnen, desservie par la ligne U8. Elle se situe sous la Badstraße. Ses deux uniques bouches donnent au nord sur la Prinzenallee et non au sud sur la Pankstraße. À proximité se tient l'église Saint-Paul. La station ne dispose pas d'ascenseur. Elle devait s'en doter d'ici 2016, mais aucuns travaux n'ont été réalisés à ce jour (avril 2018). Elle a la particularité d avoir été pensée et construite comme un abri anti atomique pour environ 3 300 personnes.

## Histoire
Les travaux de construction débutent en septembre 1973 et la station a été mise en service le 5 octobre 1977 comme prolongement de la ligne U8 vers Osloer Straße. Les murs ont été couverts de dallage marron et les piliers sont plaqués aluminium.

## Service des voyageurs

### Intermodalité
La station est en interconnexion avec la ligne de bus M27

## Refuge

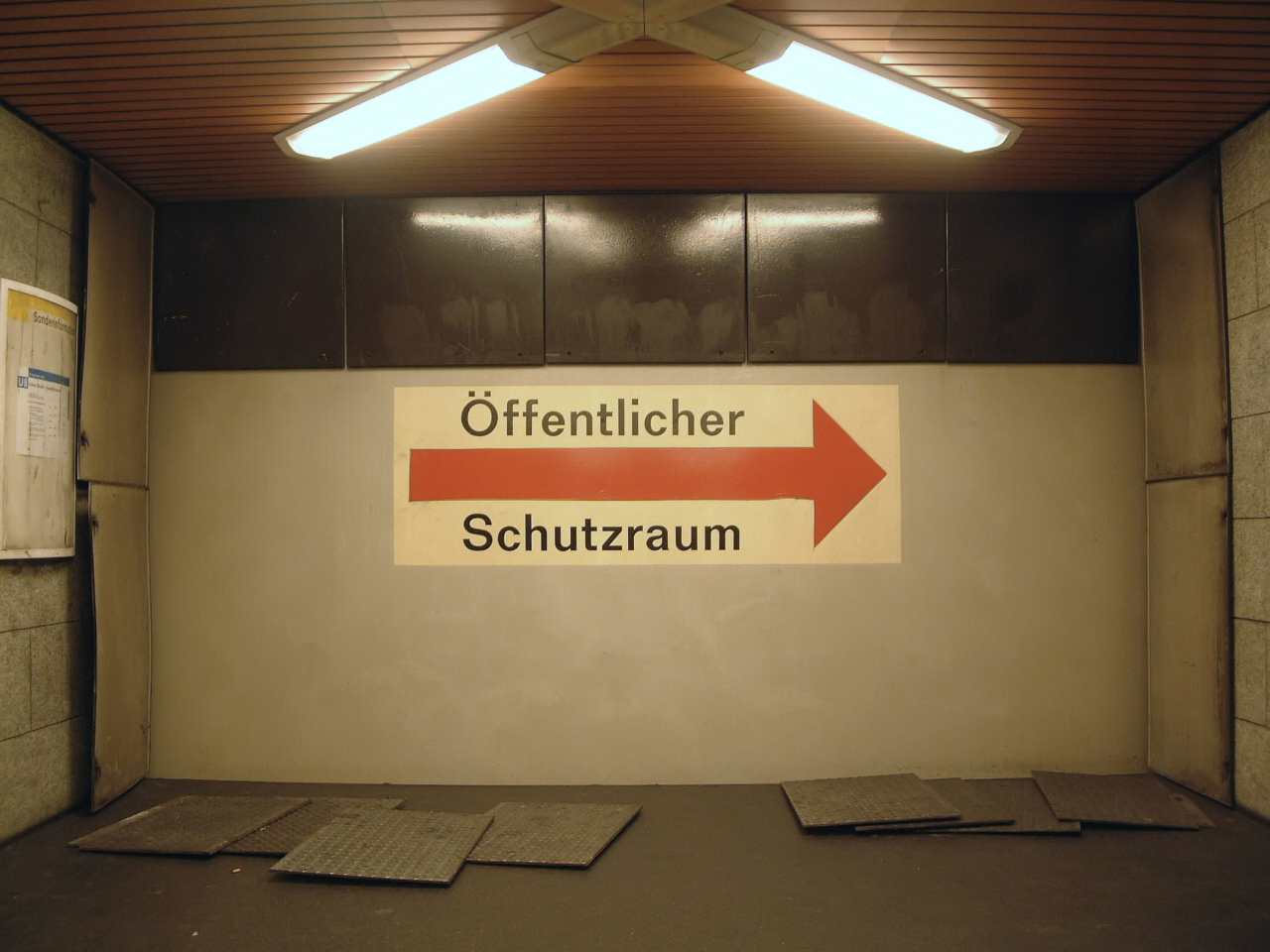
Signalétique pour l'entrée du refuge.

La station a la particularité de disposer d'une pièce refuge en cas de guerre ou de catastrophe naturelle. La pièce est munie d'une cuisine, de toilettes et d'une aération filtrée. 3 339 personnes peuvent y trouver refuge. Même si la pièce est propriété de la BVG, elle a été financée par le ministère fédéral des Finances. Il est possible de visiter le refuge dans les tournées touristiques.

## Pankstraße dans la fiction
- L'actrice Dakota Johnson y est filmée dans une scène de Suspiria[5], un film italo-américain de Luca Guadagnino sorti en 2018, remake du film homonyme de Dario Argento sorti en 1977.